# Хворостин, Гавриил Кириллович
Гавриил Кириллович Хворостин (13 июля 1900, Стретовка, Киевская губерния, ныне Киевская область Украины — 21 января 1938, Саратов) — советский учёный-математик и организатор высшего образования, директор Саратовского университета в 1935—1937 годах.
Представитель первого поколения советских научных работников и организаторов научных исследований и высшего образования на советских принципах в столичных и периферийных вузах. Достиг определённых успехов в своей работе, однако, не имея достаточного опыта административной работы, принял ряд противоправных решений, проявил политическую неосмотрительность в подборе педагогических кадров и был репрессирован. Краткий период его руководства Саратовским университетом считается одним из самых ярких и самых трагических страниц истории Университета.

## Биография
Родился в крестьянской семье, вскоре после его рождения перебравшейся в Сибирь. Работал батраком, сборщиком молока. В ходе революционных событий на Алтае возглавлял комиссию по национализации культурных ценностей в городе Камень-на-Оби, участвовал в партизанском движении против власти адмирала Колчака, вступил в партию большевиков, был арестован белыми и заключён в тюрьму.
В 1920 году поступил на рабфак МГУ, затем изучал там же математику, ради учёбы приостановил своё членство в партии, за что был переведён в кандидаты в члены партии и получил выговор. Осенью 1923 года зачислен студентом физико-математического факультета МГУ. С первых дней учёбы стал активным общественником. Вместе с «пролетарским студенчеством» в 1924 году выступил против крупнейшего учёного-математика и педагога того времени, Д. Ф. Егорова, что в итоге привело к смещению того с поста председателя Предметной комиссии по математике. После ухода Егорова из Предметной комиссии в 1925 году Хворостин был избран её секретарём, однако 1925/26 учебный год он пропустил из-за болезни, и его должность в комиссии по математике занял И. Г. Петровский, будущий ректор МГУ.
Окончив университет в 1930 г., Хворостин поступил в аспирантуру, научным руководителем стал профессор Некрасов (предположительно, Александр Иванович), однако диссертацию Хворостин не защитил, поскольку был направлен на административную работу, заняв в 1932 году должность заместителя директора научно-исследовательского института математики МГУ. В 1931 году находился в научной командировке в Германии у Куранта и Лизиса. В 1934 году получил назначение
заместителем директора Института математики и механики МГУ и стал членом правления Московского математического общества.
В 1935 году по инициативе народного комиссара просвещения РСФСР А. Бубнова был направлен в Саратов для руководства Саратовским университетом. Приступив к исполнению своих обязанностей 17 июня, он немедленно предпринял ряд шагов по повышению научно-педагогического уровня университета. В частности, он начал расширение и усложнение его структуры (за время руководства Хворостина количество кафедр увеличилось с 27 до 48). Он приглашал известных учёных из Москвы и Ленинграда, среди них историк А. М. Панкратова, биолог Я. М. Кабак, физик Е. Ф. Гросс, математики И. Г. Петровский, А. Я. Хинчин и А. Г. Курош, физик Д. И. Блохинцев. Были в числе приглашённых на работу в университет и высланные из столиц (в частности, благодаря Хворостину в библиотеке университета работал Д. Б. Рязанов (Гольдендах), которому была запрещена преподавательская деятельность; получили кафедры химик Б. П. Никольский и биолог Н. А. Максимов, консультантом был оформлен В. Н. Перетц). С другой стороны, Хворостин активно способствовал росту местных педагогических кадров, особенное внимание уделяя обязательной активизации их собственной научной деятельности, используя свои связи, он в ряде случаев организовывал их стажировки в МГУ (примером может быть работа Н. Г. Чудакова), за что получал обвинения в распылении кадров. Получал также обвинения в преклонении перед западной наукой, ибо разделял взгляды А. Я. Хинчина на важность публикации научных результатов зарубежом. Проводимая им работа по освобождению педагогического коллектива университета от малоквалифицированных кадров независимо от их партийной принадлежности породила волну доносов на него в директивные органы.
Однако, вскрылись и злоупотребления. В целях стимуляции приглашённых специалистов Хворостин распорядился выплачивать им повышенные, не соответствующие их научным степеням и званиям оклады. Вероятно, самыми серьёзными оказались обвинения политические. После того как поддерживавшее Хворостина партийное руководство Саратова и Саратовской области во главе с А. И. Криницким было в июле 1937 года арестовано и расстреляно, Хворостин подвергся травле со стороны местных сотрудников и преподавателей (включая будущих ректоров Н. И. Усова и Д. И. Лучинина), он был обвинён в стягивании в университет кадров троцкистского подполья и исключён из партии. 2 августа последовал арест. 20 января 1938 года выездным заседанием Военной коллегии Верховного Суда СССР под председательством И. О. Матулевича Хворостинин был приговорён к расстрелу и на следующий день расстрелян. Также была расстреляна его жена.
Посмертно реабилитирован в 1956 году.